# Карл Юганссон (футболіст, 1994)
Карл Андерс Лоренц Юганссон (швед. Carl Anders Lorentz Johansson, нар. 23 травня 1994, Лунд, Швеція) — шведський футболіст, центральний захисник німецького клубу «Гольштайн».

## Ігрова кар'єра

### Клубна
Карл Юганссон є вихованцем футбольної школи клубу «Гельсінгборг», де він почав займатися футболом у 2009 році. 15 вересня 2013 року Юганссон дебютував у першій команді «Гельсінгборга» у матчі чемпіонату Швеції. В сезоні 2013/14 разом з клубом футболіст дістався фіналу національного кубку Швеції. За результатами сезону 2016 року «Гельсінгборг» вилетів до Супереттан але вже за два роки повернувся до еліти.
Сезон 2019 року Юганссон почав у клубі Аллсвенскан «Фалкенберг», де провів наступні два сезони. У грудні 2020 року захисник підписав трирічний контракт з «Гетеборгом». Другу половину сезону 2022/23 Карл грав на правах оренди в клубі данської Суперліги «Раннерс».
Після закінчення оренди влітку 2023 року шведський футболіст приєднався до клубу Другої німецької Бундесліги «Гольштайн», з яким у першому ж сезоні виборов право на підвищення до елітного дивізіону чемпіонату Німеччини.

### Збірна
З 2014 по 2015 роки Карл Юганссон провів три поєдинки у складі молодіжної збірної Швеції.

## Досягнення
Гельсінгборг
- Фіналіст Кубка Швеції: 2013/14
- Переможець Супереттан: 2018